# Andrew Burnap
Andrew Burnap, född 5 mars 1991 i South Kingstown, Rhode Island, är en amerikansk skådespelare.
Burnap medverkade i filmen Snövit. Han har även medverkat i TV-serierna Under the Banner of Heaven och WeCrashed.

## Filmografi (i urval)
- 2022 – WeCrashed (TV-serie)
- 2022 – Under the Banner of Heaven (TV-serie)
- 2025 – Snövit